# GSC3212-2027
GSC3212-2027 — хімічно пекулярна зоря спектрального класу A0, що має видиму зоряну величину в смузі V приблизно  8,9.

## Пекулярний хімічний склад
Зоряна атмосфера GSC3212-2027 має підвищений вміст 
Si
.